# Calliostoma benthicola
Calliostoma benthicola là một loài medium-sized ốc biển sâu, là động vật thân mềm chân bụng sống ở biển thuộc họ Calliostomatidae.